# Oleria subosa
Oleria subosa är en fjärilsart som beskrevs av Richard Haensch 1909. Oleria subosa ingår i släktet Oleria och familjen praktfjärilar. Inga underarter finns listade i Catalogue of Life.